# Jakub Rejlek
Jakub Rejlek (* 20. dubna 1979 Neratovice) je český novinář a automobilový či rallyový závodník. Moderoval pořad Garáž a spoluorganizuje slavnost Legendy. Vystudoval VŠE v Praze a vlastní společnost FM Media Prague. Dále píše pro portál Garáž.cz. V současnosti kromě novinařiny jezdí s vozem Citroën DS3 R3T Max závody rallye kde jej naviguje Libor Hlisnikovský a na Pražském Rallysprintu 2016 jej navigoval také novinář, moderátor TV Prima a dnes už i jezdec Tomáš Hauptvogel. Také ho můžeme vídat v závodech Škoda Octavia Cupu. V roce 2020 odešel z Garáž.tv a přešel na nový projekt AutoKult CZ.
V jednom z živých vysílání AutoKultu uvedl že je fanouškem pilota F1 Jensona Buttona, vlastní také jeho autobiografii. Měří 175cm.